# غزوة ذي قرد

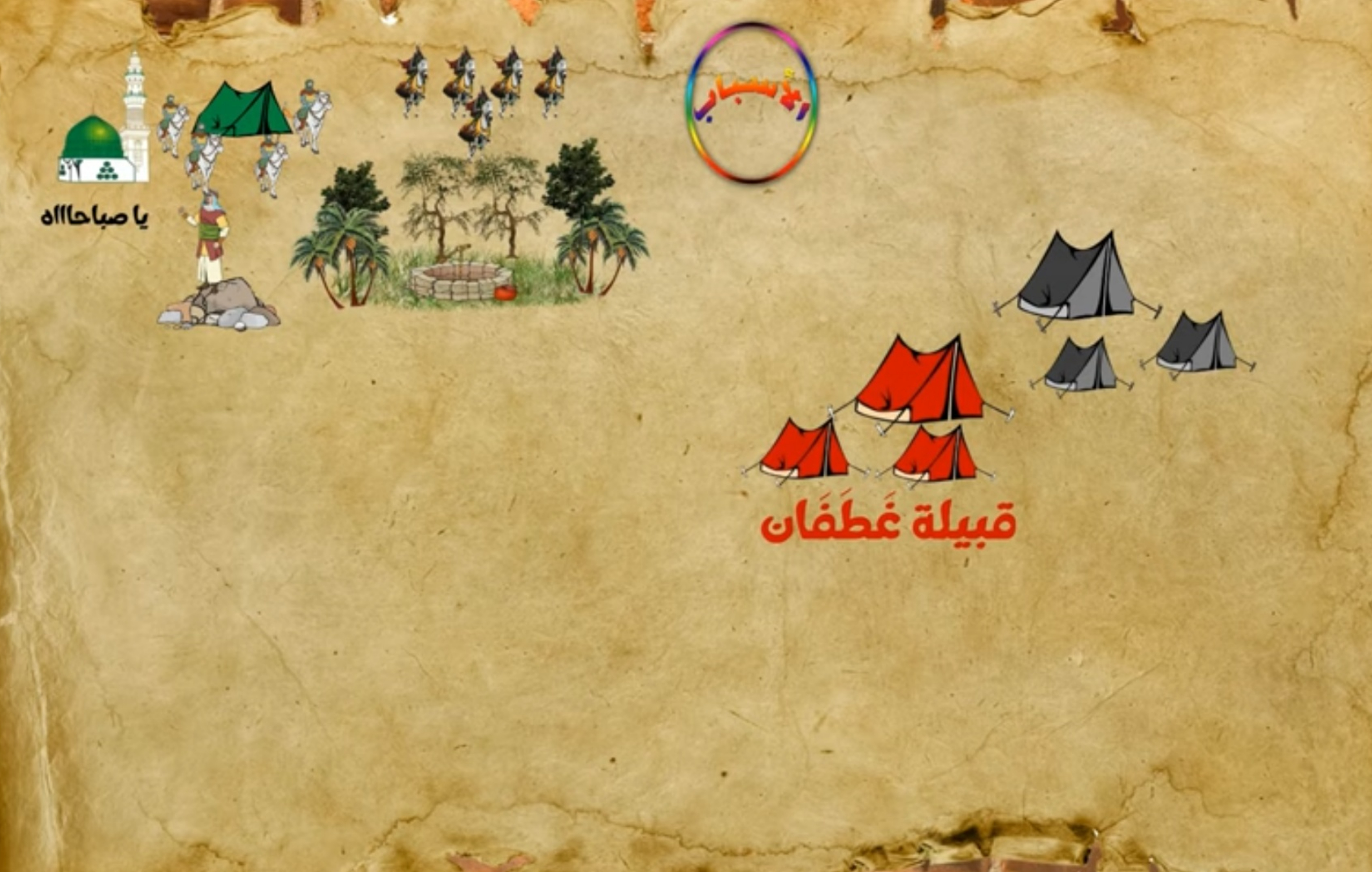
غزوة ذي قرد.

غزوة ذي قَرَد أو غزوة الغابة. وقعت في السنة السادسة للهجرة بين 500 إلى 700 من قوات المسلمين بقيادة النبي محمد ، طاردوا خلالها 40 راكباً و سيد ذبيان عيينة بن حصن الفزاري مع جماعة من غطفان، الذين قد أغاروا على لقاح (حوامل الإبل ذات اللبن) والنبي محمد  بالغابة، وقتلوا حارسها واحتملوا امرأته مع الإبل وفروا نحو أرض نجد.
هذه الغزوة حركة مطاردة ضد فصيلة من بني فَزارة قامت بعمل القرصنة في لِقَاحِ النبي محمد .

## توقيتها
وهي أخر غزوة غزاها النبي محمد  قبل صلح الحديبية،ولقد ذكر البخاري في ترجمة باب أنها كانت قبل فتح خيبر بثلاث، وروي ذلك مسلم مسنداً من حديث سلمة بن الأكوع. وذكر الجمهور من أهل المغازي أنها كانت قبل صلح الحديبية، وما في الصحيح أصح مما ذكره أهل المغازي.

## سلمة بن الأكوع يسرد تفاصيلها
وخلاصة الروايات عن سلمة بن الأكوع بطل هذه الغزوة أنه قال: «"بعث محمد بن عبد الله  بظهره مع غلامه رباح، وأنا معه بفرس أبي طلحة، فلما أصبحنا إذا عبد الرحمن الفزاري قد أغار على الظهر، فاستاقه أجمع، وقتل راعيه، فقلت: يا رباح، خذ هذا الفرس فأبلغه أبا طلحة، وأخبر محمد بن عبد الله ، ثم قمت على أكَمَة، وأستقبلت المدينة، فناديت ثلاثاً: يا صباحاه، ثم خرجت في آثار القوم أرميهم بالنبل وأرتجز، أقول:"»
«"فو الله ما زلت أرميهم وأعقر بهم، فإذا رجع إلى فارس جلست في أصل الشجر، ثم رميته فتعفرت به، حتى إذا دخلوا في تضايق الجبل علوته، فجعلت أرديهم بالحجارة، فما زلت كذلك أتبعهم حتى ما خلق الله من بعير من ظهر رسول الله  إلا خلفته وراء ظهري، وخلوا بيني وبينه، ثم اتبعتهم أرميهم، حتى ألقوا أكثر من ثلاثين بردة، وثلاثين رمحاً يستخفون، ولا يطرحون شيئاً إلا جعلت عليه آراماً من الحجارة، يعرفها رسول الله  أصحابه. حتى أتوا متضايقاً من ثَنِيَّةٍ، فجلسوا يتغدون، وجلست على رأس قَرْن، فصعد إلي منهم أربعة في الجبل، قلت: هل تعرفونني؟ أنا سلمة بن الأكوع، لا أطلب رجلاً منكم إلا أدركته، ولا يطلبني فيدركني، فرجعوا. فما برحت مكاني حتى رأيت فوارس محمد بن عبد الله  يتخللون الشجر، فإذا أولهم أخرم، وعلى أثره أبو قتادة، وعلى أثره المقداد بن الأسود، فالتقى عبد الرحمن وأخرم، فعقر بعبد الرحمن فرسه، وطعنه عبد الرحمن فقتله، وتحول على فرسه، ولحق أبو قتادة بعبد الرحمن فطعنه فقتله، وولي القوم مدبرين، فتبعتهم أعدو على رجلي، حتى يعدلوا قبل غروب الشمس إلى شعب فيه ماء يقال له : ذو قَرَد، ليشربوا منه، وهم عطاش، فأجليتهم عنه، فما ذاقوا قطرة منه، ولحقني رسول الله  والخيل عشاء، فقلت : يا رسول الله ، إن القوم عطاش، فلو بعثتني في مائة رجل استنقذت ما عندهم من السَّرْح، وأخذت بأعناق القوم، فقال : " يا بن الأكوع! ملكت فأسجح "، ثم قال: " إنهم ليقرون الآن في غطفان ".
وقال رسول الله : " خير فرساننا اليوم أبو قتادة، وخير رجالتنا سلمة ". وأعطاني سهمين، سهم الراجل وسهم الفارس، وأردفني وراءه على العَضْبَاء راجعين إلى المدينة.
استعمل رسول الله  على المدينة في هذه الغزوة ابن أم مكتوم، وعقد اللواء للمقداد بن عمرو."»